# Bank der Mongolei
Die Bank der Mongolei oder Mongolbank ist die Zentralbank der Mongolei. Das Hauptziel der Bank der Mongolei ist es, die Stabilität der mongolischen Tögrög zu gewährleisten. Innerhalb ihres Hauptziels fördert die Mongolei eine ausgewogene und nachhaltige Entwicklung der Volkswirtschaft durch die Aufrechterhaltung der Stabilität des Geldes, der Finanzmärkte und des Bankensystems.

## Geschichte
Am 2. Juni 1924 wurde in Altanbulag eine mongolisch-russische Bank mit einer einzigen Filiale eröffnet. Zu dieser Zeit betrug das Gesamtkapital der Bank 260.000 Yanchaan, auch chinesische Silberdollar genannt. Beschäftigt waren 22 Mitarbeiter, davon 18 Russen und 4 Mongolen. Zu Beginn hatte die Bank zwei Namen: Handels- und Industriebank der Mongolei und Bank der Mongolei. Letztere Bezeichnung kam in offiziellen Dokumenten zur Anwendung. Gehandelt wurde in Yanchaan und mit den in China üblichen Mexikanischen Silberdollar. Für Zahlungen und Transaktionen kamen auch Wertpapiere zur Anwendung.
Am 26. November 1924 wurde die Mongolische Volksrepublik als Satellitenstaat der Sowjetunion (UdSSR) gegründet und am 22. Februar 1925 als Währung der Tögrög eingeführt. Zu dieser Zeit lag die Umtauschkurs für 1 US-Dollar bei 1375,61 Tögrög. 1954 erfolgte eine Umbenennung in Staatliche Bank der Mongolei. Bis 1990 war der Tögrög im Verhältnis eins zu eins an den sowjetischen Rubel gebunden und der Staatshaushalt sowie die Wirtschaft vollständig von der UdSSR abhängig. Parallel der sowjetischen Zentralverwaltungswirtschaft wurde das Banken- und Geldsystem durch Interventionen geleitet. Als staatliches Finanzinstitut war der Status und die Funktionen der Bank der Mongolei nicht eindeutig durch das Rechtssystem definiert.

## Neubeginn nach 1990
Mit dem Zerfall der Sowjetunion endete die Abhängigkeit der mongolischen Wirtschaft von der Sowjetunion, wodurch das Wirtschaftssystem reformiert werden konnte. Die Planwirtschaft wurde durch die Marktwirtschaft ersetzt. Kontinuierlich hat sich das Bankensystem den Gesetzen des freien Marktes angepasst. 1991 trat das erste Bankengesetz in Kraft, auf dessen Grundlage ein zweistufiges Bankensystem, bestehend aus privaten Geschäftsbanken und der Bank der Mongolei, entstand. Die Reformen des Finanz- und Wirtschaftssystems setzten sich im 21. Jahrhundert fort. Bis Ende 2009 gab es bereits 14 Handelsbanken in der Mongolei. Allein bis Ende 2013 konnten diese Kreditinstitute eine Bilanzsumme von rund 103 Milliarden US-Dollar erwirtschaften, was 95 % der gesamten Vermögenswerte der Mongolei entsprach.
Im Mai 2009 führte die Zentralbank der Mongolei im Rahmen des finanziellen Infrastruktur-Modernisierungsprojekts das Echtzeit-Brutto-Siedlungssystem (Real Time Gross Settlement, RTGS) eingeführt. Die Übermittlung des „Bank-Netzwerks“ RTGS war ein signifikanter Fortschritt, um das sichere, schnelle und effektive Zahlungssystem der Interbank bei den häufigen Transaktionen aufrechtzuerhalten.

## Organisationen

### Generalverwaltung
Zur Durchführung des Zentralbankgesetzes und zur Aufrechterhaltung der Stabilität des Bankensystems organisiert die Generalverwaltung der BOM die tägliche Arbeit der Zentralbanken, Filialen und besitzt die Rolle der Repräsentanz.

### Abteilung „Interne Kontrolle und Operationelles Risikomanagement“
Es ist die Politik der Bank der Mongolei, eine Abteilung der Internen Kontrolle und des  Operationellen Risikomanagements (Internal Control, Operational risk management department, ICORMD) als unabhängige Beurteilungsfunktion einzurichten und zu unterstützen, um die Aktivitäten der Bank der Mongolei als Dienst für das Management und den Verwaltungsrat zu prüfen und zu bewerten. Die Abteilung führt ihre Tätigkeiten nach Prüfplänen durch, die der Gouverneur nach Prüfung des Aufsichtsrats genehmigt.

### Abteilung „Geldpolitik und Forschung“
Die Abteilung der Geldpolitik und Forschung ist zuständig für die Formulierung und Umsetzung der Geldpolitik, die Erstellung der Geld- und Bankenstatistiken, die Koordinierung und Organisation der Erhebung, die Herausgabe von Geld in den allgemeinen Umlauf und die Verwaltung der staatlichen Reserven im Rahmen ihrer Hauptziele.

### Abteilung „Aufsicht“
Die Aufsicht hat derzeit 3 Divisionen: Off-site-Inspektionen-, On-site-Inspektionen- und Policy Regulation Division. Der Bereich On-site-Inspektionen ist für die örtliche umfassende und teilgezielte Prüfung von Geschäftsbanken zuständig. Jedes Jahr führt die Zentralbank in der Regel mindestens eine umfassende Prüfung jeder Bank durch.

### Abteilung „Zahlung und Rechnung“
Die Funktionen dieser Abteilung sind es, das Zahlungssystem der Mongolei gemäß dem internationalen Standard zu entwickeln, eine zuverlässige und reibungslose Funktion der Interbankzahlungen und -abrechnungen zu gewährleisten und die Rechnungslegung und die Finanzberichterstattung in Übereinstimmung mit den International Accounting Standards und den International Financial Reporting Standards sicherzustellen.

### Banknotenabteilung
Die Aufgaben dieser Abteilung sind die Durchführung von Aktivitäten der Zentralbank für die Ausgabe mongolischer Währung und für die Erhöhung und Sicherung der Schatzkammer der Mongolei.

### Rechtsabteilung
Der Zweck der Rechtsabteilung ist die Gewährleistung der Rechtssicherheit für die Umsetzung der Funktionen der Zentralbank (Mongolbank), die Gewährleistung der Rechte der Bankkunden und der Depotinhaber, der Schutz vor möglichen Risiken des Bankensystems und der direkten Aktivitäten zur Schaffung eines geeigneten rechtlichen Umfelds für langfristige und stabile Aktivitäten.

### Abteilung „Informationstechnologie“
Die IT-Abteilung ist verantwortlich für die Definition der IT-Politik der BOM. Sie ist auch zuständig für die Etablierung fortschrittlicher Technologien, die Bereitstellung der zuverlässigen IT-Umgebung und die Entwicklung von Regeln und Empfehlungen im Hinblick auf die Verringerung der IT-Risiken des Bankensystems.

### Risikomanagementeinheit
Die Risikomanagementeinheit ist verantwortlich für die Sicherung der Bank der Mongolei in Hinsicht auf finanzielle und operationelle Risiken.

## Allgemeine Aufgaben der Bank der Mongolei
- Ausgabe von Währungen in Umlauf;
- Formulierung und Umsetzung der Geldpolitik durch Koordinierung der Geldmenge in der Wirtschaft;
- Fugierung als Finanzminister der Regierung;
- Überwachung der Bankgeschäfte;
- Organisation von Banküberweisungen und deren Abwicklung;
- Verwaltung der Währungsreserven des Staates[21]